# إبراهيم بايش
إبراهيم بايش (مواليد 1 مايو 2000 في بغداد) هو لاعب كرة قدم عراقي، يلعب بمركز خط الوسط لصالح نادي الرياض السعودي والمنتخب العراقي.

## إحصائيات

### الأهداف الدولية مع المنتخب
نتيجة العراق مدرجة أولًا. يشير عمود الهدف إلى النتيجة بعد كل هدف سجله إبراهيم.
|  | يشير إلى فوز العراق بالمباراة     |
|  | يشير إلى انتهاء المباراة بالتَّعادل |
|  | يشير إلى خسارة العراق في المباراة |

| #  | التاريخ              | المكان                          | الخصم          | الهدف | النتيجة | المسابقة               |
| -- | -------------------- | ------------------------------- | -------------- | ----- | ------- | ---------------------- |
| 1. | 11 آب 2019           | ملعب كربلاء الدولي، كربلاء      | اليمن          | 2–0   | 2–1     | بطولة غرب آسيا         |
| 2. | 15 تشرين الأول 2019  | ملعب بنوم بن الأولمبي، بنوم بنه | كمبوديا        | 1–0   | 4–0     | تصفيات كأس العالم 2022 |
| 3. | 5 كانون الأول 2019   | استاد عبد الله بن خليفة، الدوحة | البحرين        | 2–1   | 2–2     | كأس الخليج 24          |
| 4. | 9 كانون الثاني 2023  | ملعب جذع النخلة، البصرة         | السعودية       | 1–0   | 2–0     | كأس الخليج 25          |
| 5. | 16 كانون الثاني 2023 | ملعب جذع النخلة، البصرة         | قطر            | 1–0   | 2–1     | كأس الخليج 25          |
| 6. | 19 كانون الثاني 2023 | ملعب جذع النخلة، البصرة         | عمان           | 1–0   | 3–2     | كأس الخليج 25          |
| 7. | 15 تشرين الأول 2024  | كوريا الجنوبية                  | كوريا الجنوبية | 2–3   | 2–3     | تصفيات كأس العالم 2026 |
| 8. | 2 آذار 2025          | ملعب جذع النخلة، البصرة         | الكويت         | 2–2   | 2–2     | تصفيات كأس العالم 2026 |

## الجوائز والإنجازات

### الجماعية
العراق
- كأس الخليج العربي (1): 2023

## روابط خارجية
- إبراهيم بايش مرتضى عباس على موقع إي إس بي إن إف سي (الإنجليزية)
- إبراهيم بايش مرتضى عباس على موقع قاعدة بيانات كرة القدم.إي يو (الإنجليزية)
- إبراهيم بايش مرتضى عباس على موقع ناشيونال فوتبول تيمز (الإنجليزية)
- إبراهيم بايش مرتضى عباس على موقع Soccerway.com (الإنجليزية)
- إبراهيم بايش مرتضى عباس على موقع عالم كرة القدم.نت (الإنجليزية)
- إبراهيم بايش مرتضى عباس على موقع كووورة

لم يتم العثور على روابط لمواقع التواصل الاجتماعي.